# Православное кладбище (Варшава)
Правосла́вное кла́дбище в Варша́ве (Вольское православное кладбище в Варшаве; пол. Cmentarz Prawosławny w Warszawie, Cmentarz Prawosławny na Woli) — кладбище, находящееся в Варшаве на улице Вольской 138/140, один из старейших некрополей в городе. Поблизости также находится Вольское католическое кладбище (польск.).
На территории кладбища находятся два храма: православная церковь св. Иоанна Лествичника и костёл св. Лаврентия, который в XIX столетии был перестроен в церковь Владимирской иконы Божией Матери.
Кладбище было основано в 1834 году царским указом на территории района (дзельницы) Воля.
Официальное открытие кладбища состоялось в 1841 году, хотя первыми погребениями были погибшие русские военные, павшие во время взятия Вольского редута при подавлении польского восстания 1830—1831 гг.
Кладбище основали на месте прежнего редута № 56, который был важным звеном оборонительных укреплений восставших во время штурма, предпринятого войсками Ивана Паскевича-Эриванского (позднее наместника и князя Варшавского). В этом бою погиб польский генерал Юзеф Совинский, ставший одним из главных героев восстания. Костёл св. Лаврентия, вероятное место гибели генерала, царские власти приказали превратить в церковь Чудотворной иконы Божией матери Владимирской, в день почитания которой была взята Варшава.
Площадь кладбища составляет 13,3 гектара. Из-за исчезновения документов невозможно определить число похороненных здесь людей. Сегодня там насчитывается 101 захоронение.
Сначала кладбище было разделено на 4 части. Место захоронения зависело от занимаемого социального положения умершего. Однако уже к 1850 году настала необходимость расширить территорию кладбища.
Кладбище служило некрополем варшавян православного вероисповедания времен Царства Польского (1815—1915). В XX веке стали появляться захоронения лиц католического вероисповедания.
С самого начала на кладбище хоронили не только русских. Среди них следует особо выделить участок солдат Украинской Народной Республики времен советско-польской войны (1919—1921) воевавших вместе с поляками против Советской России по условиям Варшавского договора. На Вольском кладбище можно увидеть и могилы украинцев и русских, сотрудничавших с немцами во время Второй мировой войны.

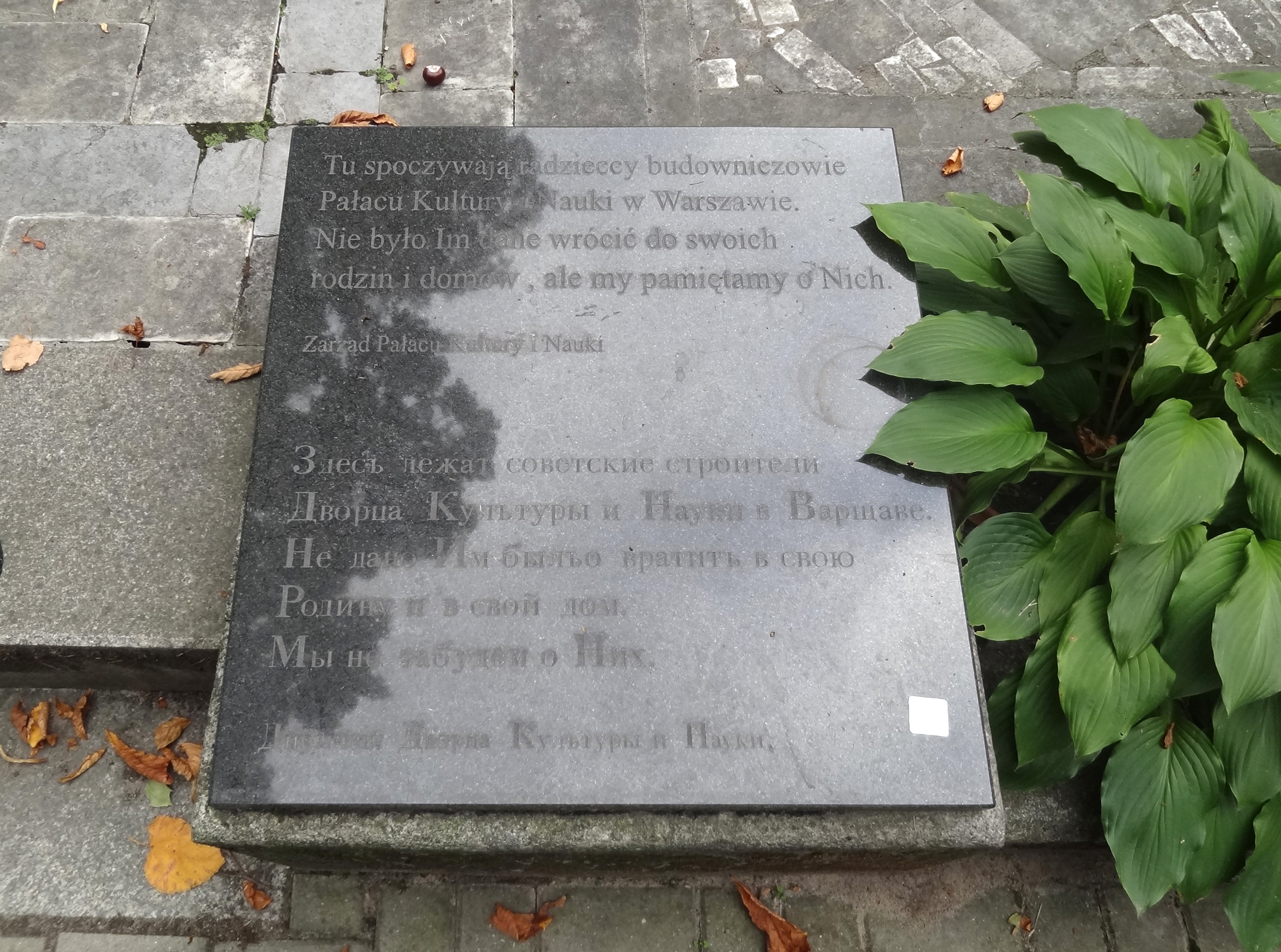
Информационная доска на кладбище на польском и русском языках на участке с могилами советских строителей Дворца культуры и науки

Во время войны кладбище не поверглось серьёзным разрушениям, хотя в 1944 г. в церкви размещались немецкие части. Здесь проходили массовые казни гражданских лиц. В послевоенный период некоторые советские граждане, поселившиеся в Польше, выкупили на кладбище места для могил. Здесь похоронили также строителей Дворца культуры и науки (1952—1955). Их небольшой участок возник в самой старой части кладбища, где в результате разрушений уже было много свободного места. Вблизи упокоились останки советских солдат и офицеров, погибших в ходе освобождения Варшавы в 1945 году. В послевоенное время оказалось, что варшавская православная община не в силах содержать такое большое кладбище (14 гектаров), на котором было ещё очень много свободных участков. Поэтому в 1966 г. было решено уступить часть территории для погребения католиков. Этот шаг ещё в те времена был поразительным, учитывая взаимную историческую неприязнь западного и восточного христианства. Сравнительно быстро католики стали выкупать места для своих могил, и тем самым православное кладбище превратилось в кладбище двух вероисповеданий, но по-прежнему под православным управлением. Другим важным фактом в послевоенной истории кладбища было перенесение сюда в 1970 г. старинных могил и надгробий с ликвидированного старообрядческого кладбища — несмотря на серьёзные расхождения, до сих пор существующие между старообрядцами и официальной православной Церковью.